# Semen Semenczenko
Semen Ihorowycz Semenczenko, ukr. Семен Ігорович Семенченко (ur. 6 czerwca 1974 w Sewastopolu jako Kostiantyn Ihorowycz Hriszyn, ukr. Костянтин Ігорович Грішин) – ukraiński wojskowy narodowości rosyjskiej, żołnierz Gwardii Narodowej, założyciel i dowódca batalionu „Donbas”, deputowany do Rady Najwyżej Ukrainy VIII kadencji.

## Życiorys
Studiował finanse na uniwersytecie technicznym w Sewastopolu, w latach 1998–2001 był redaktorem naczelnym jednej z lokalnych gazet w Sewastopolu, a następnie kierował prywatnymi przedsiębiorstwami.
Stał się znany w 2014 roku w okresie narastania prorosyjskiego separatyzm na Ukrainie i następnie wojny w Donbasie. Założył wówczas i stanął na czele batalionu „Donbas”, działającego w ramach Specjalnych Pododdziałów Ochrony Porządku Publicznego na Ukrainie. Do 1 września 2014 w czasie publicznych wystąpień pojawiał się wyłącznie w kominiarce, co motywował obawą o bezpieczeństwo swojej rodziny. W wywiadach ujawnił również, iż Semen Semenczenko to jego kryptonim wojskowy, który został wpisany jako jego imię i nazwisko do paszportu, a których to danych ma zamiar teraz stale używać.
Semen Semenczenko brał udział w działaniach zbrojnych, 19 sierpnia 2014 został ranny podczas bitwy pod Iłowajśkiem. Odznaczono go następnie Orderem Bohdana Chmielnickiego.
W wyborach parlamentarnych z 26 października 2014 kandydował z drugiego miejsca na liście krajowej ugrupowania Samopomicz Andrija Sadowego, uzyskując mandat posła do Rady Najwyższej, który wykonywał do 2019. W 2016 został pozbawiony stopnia oficerskiego.